# Mousse T.
Mousse T., pseudonimo di Mustafa Gündoğdu (Hagen, 2 ottobre 1966), è un disc jockey e produttore discografico tedesco d'origine turca.
È noto principalmente per la collaborazione con Tom Jones nella canzone Sex Bomb e per quella con il gruppo Hot 'n' Juicy Horny '98.
Tra i brani da lui prodotti Il grande Baboomba ha permesso a Zucchero Fornaciari di vincere il Festivalbar 2004, e Apri tutte le porte ha portato Gianni Morandi al terzo posto nel Festival di Sanremo 2022.

## Biografia
Uno dei primi produttori di musica house in Germania, insieme ai colleghi Boris Dlugosch, DJ Tonka, Ian Pooley e Jam & Spoon, Mousse T. ha iniziato la sua carriera nel 1990 come tastierista in una piccola band conosciuta come Fun Key B. Nel frattempo, ha fondato il suo studio di registrazione personale e iniziato a fare il DJ ad Hannover. Oltre a lavorare sulle sue produzioni, di solito con i partner Errol Renalls e Boris Dlugosch, Mousse T.  ha inoltre scritto e prodotto canzoni per altri artisti. Nel 1993, ha fondato insieme a Renalls, la Peppermint Jam Records, un'etichetta specializzata in house music e acid jazz melodico.
La sua produzione del 1998, Horny '98, featuring Hot 'n' Juicy alla voce (e un coro cantato da Inaya Day) ha raggiunto la cima della classifiche "Billboard dance" verso la fine degli anni 90 e della "Top 20" nel Regno Unito e in Australia. Il suo primo album, Gourmet de Funk, è stato pubblicato nel 2001.
Nel 2004 partecipa in veste di produttore della hit di Zucchero Fornaciari Il grande Baboomba contenuta in Zu & Co., e vincitrice del Festivalbar 2004, per poi pubblicare in primavera il suo nuovo singolo Is It 'cos I'm Cool?,con la voce di Emma Lanford. Il brano è stato una hit in Germania, ottenendo un'ottima programmazione radiofonica (posizione 19 nel Music Control tedesco con 346 Radioplays) e televisiva; in Italia  ha raggiunto la posizione n°6 del Music Control ed è rimasto per 15 settimane nella Top 10 dei dischi più suonati e in Inghilterra ha debuttato direttamente n°9 della UK Sales Chart.
Nel gennaio 2005 pubblica l'album All Nite Madness, nel quale figurano ospiti quali Emma Lanford, Inaya Day, Roachford, Cornwell e Amiel e dal quale sono stati estratti altri due singoli, Right About Now (arrivato fino al numero 1 del Music Control in Italia) e Wow.
Nel 2006, Mousse T. è stato scelto come testimonial della Apple per il lancio in Europa del nuovo iPod Nano, del quale è stata realizzata una "Mousse T. Special Edition".
Successivamente ha pubblicato un mash-up intitolato Horny As A Dandy. La canzone fonde la voce di Horny un brano che realizzò con la collaborazione di Hot 'N' Juicy nel 1998 e la musica di Bohemian Like You dei The Dandy Warhols.
Il 19 febbraio 2010 ha partecipato al 60º Festival di Sanremo durante la serata dei duetti, accompagnando, insieme alla cantante Suzie, Irene Fornaciari e I Nomadi nel brano Il mondo piange.
Il 30 aprile 2010 esce nelle radio il brano Messin' with My Head, che vede la collaborazione di Mousse T. con Irene Fornaciari.
Ha prodotto brani anche con altri progetti, il più delle volte non da solista, quali Fresh & Fly, F.O.M., Mind Flavour, Federation X, Booom! e Peppermint Jam Allstars.
Al Festival di Sanremo 2022 ha diretto l'orchestra per Gianni Morandi con il brano Apri tutte le porte, scritto da Jovanotti.

## Discografia

### Album
- Gourmet de Funk (2002)
- All Nite Madness (2004)
- Right About Now (2005)

### Singoli CD
- 1998 - Horny '98 (con Hot 'n' Juicy)
- 1999 - Ooh Song
- 1999 - Sex Bomb (con Tom Jones)
- 2002 - Fire (con Emma Lanford)
- 2003 - Let's Go to Bed (No Angels con Mousse T.)
- 2004 - Is It 'cos I'm Cool? (con Emma Lanford)
- 2004 - Il grande Baboomba (Zucchero con Mousse T.)
- 2004 - Pop Muzak (con Andrew Roachford)
- 2004 - Right About Now (con Emma Lanford)
- 2005 - Wow (con Emma Lanford)
- 2006 - Horny As A Dandy (con The Dandy Warhols)
- 2006 - Start the Fire (Tarkan con Mousse T.)
- 2007 - All Nite Long (D.I.S.C.O) (con Suzie Furlonger e Jovanotti)

#### Produzioni
- 2022 - Apri tutte le porte (Gianni Morandi)

### Singoli in vinile
- "Mine" (1994) con Davey Dee
- "Mind Flavor - EP" (1994)
- "Davey Dee & Mousse T - EP" (1995) (con Davey Dee)
- "Come And Get It" (1995)
- "Everybody" (1996)
- "Odyssey One" (1996), come Federation X (con Grant Nelson)
- "Keep Pushin'" (1996), come Booom! (con Boris Dlugosch & Inaya Day)
- "Hold Your Head Up High" (1997), come Booom!
- "Bad Boy" (1997)
- "Pianolick" (2000), come Afropeans
- "No. 1" (2001), come Afropeans
- "Miami Special" (2001), come Peppermint Jam Allstars (con Boris Dlugosch & Michi Lange)
- "Everybody" (2003), come Afropeans
- "Brother on the Run" (2003)
- "At Night (2003)
- "Better Things" (2004), come Afropeans (con Inaya Day)
- "Afropeans - EP" (2004), come Afropeans